# سن آنتونیو اسپرز
سن آنتونیو اسپرز (به انگلیسی: San Antonio Spurs) نام تیم بسکتبال حرفه‌ای لیگ ان بی ای از شهر سن آنتونیو در ایالت تگزاس می‌باشد. این تیم در منطقه جنوب غرب کنفرانس غرب NBA قرار دارد. اسپرز یکی از چهار تیم لیگ ABA است که پس از ادغام لیگ ABA و NBA در سال ۱۹۷۶، دست نخورده باقی ماند و تنها تیم سابق ABA است که قهرمانی لیگ NBA را نیز به‌دست آورده است.
این تیم قهرمان لیگ بسکتبال حرفه‌ای ان.بی.ای آمریکا در سالهای ۲۰۰۳، ۱۹۹۹، ۲۰۰۵، ۲۰۰۷، و ۲۰۱۴ می‌باشد.
از بازیکنان مشهور کنونی این تیم می‌توان: تونی پارکر، مانو جینوبلی، و تیم دانکن (کاپیتان تیم) را نام برد.
ورزشگاه این تیم، ورزشگاه ای تی اند تی سنتر نام دارد.
مربی این تیم گرگ پاپویچ است.

### اسپرز در سن آنتونیو
بازیکنان اسپرز اعضای فعال جامعه سن آنتونیو هستند و بسیاری از اسپرزهای سابق هنوز در سن آنتونیو فعال هستند، از جمله دیوید رابینسون با آکادمی کارور و جورج گروین با مرکز جوانان جورج گروین. 
اسپرز چندین رکورد حضور در NBA را در حین بازی در Alamodome از جمله بیشترین جمعیت برای یک بازی فینال NBA در سال 1999 به دست آورد، و اسپرز به فروش منظم مرکز AT&T (که قبلا مرکز SBC بود) ادامه می دهد.

## سابقه
تیم بسکتبال اسپرز با پنج قهرمانی در رده چهارم تیم‌های ان بی ای از نظر تعداد قهرمانی قرار دارد. این تیم شش بار به فینال NBA رسیده‌ است که پنج بار قهرمان شده‌cاست و از این نظر پس از شیکاگو بولز با ۶ قهرمانی در ۶ فینال، در رده دوم قرار دارد.
تیم اسپرز در ژوئیه ۲۰۰۹ به عنوان سومین تیم برتر تاریخ NBA، در نسبت تعداد بردها به تعداد باخت‌ها دست یافت. این تیم فقط ۴ بار به مرحله پلی آف ان بی ای راه نیافته‌است. سن آنتونیو در طول ۳۸ سال حضور در NBA از فصل ۷۶–۷۷، موفق به کسب ۲۰ قهرمانی منطقه (division) شده‌است. آنها در ۲۵ فصل گذشته ۲۴ بار در پلی آفس حضور داشته‌اند. همچنین پس از پیوستن تیم دانکن در سال ۹۷ به این تیم، اسپرز هر سال به مرحله پلی آف رسیده‌است. اسپرز با به دست آوردن ۵۰ پیروزی در فصل عادی ۲۰۱۳–۱۴، موفق شده برای پانزدهمین بار متوالی در فصل عادی، ۵۰ پیروزی یا بیشتر کسب کند که از این نظر هم در NBA رکورددار است.

## اعضای تیم

### اعضای سابق
از اعضای مشهور سابق این تیم می‌توان به افراد زیر اشاره کرد که همگی در Basketball Hall of Fame قرار دارند:
- جرج گروین
- موزس مالون
- دیوید رابینسون
- دومینیک ویلکینز
- آنتونیو مک‌دایس
- دنیس رادمن
- نظر محمد

### اعضای تیم (۲۰۱۷–۲۰۱۶)
| نام              | کشور | مبدأ                                   | نقش          | قد (سانتیمتر) | وزن (کیلوگرم) | شماره | سن |
| ---------------- | ---- | -------------------------------------- | ------------ | ------------- | ------------- | ----- | -- |
| دجانت موری       |      | دانشگاه واشینگتن                       | گارد راس     | ۱۹۶           | ۷۷            |       | ۱۹ |
| جاناتان سیمونز   |      | دانشگاه هیوستون                        | شوتینگ گارد  | ۱۹۸           | ۸۸            | ۱۷    | ۲۶ |
| آندره میلر       |      | دانشگاه یوتا                           | گارد راس     | ۱۹۱           | ۹۱            | ۲۴    | ۴۰ |
| مت بانر          |      | دانشگاه فلوریدا                        | فروارد سانتر | ۲۰۸           | ۱۰۷           | ۱۵    | ۳۶ |
| تیم دانکن        |      | دانشگاه ویک فارست                      | فروارد سانتر | ۲۱۱           | ۱۱۶           | ۲۱    | ۳۳ |
| مانو جینوبیلی    |      | آرژانتین                               | گارد شوت زن  | ۱۹۸           | ۹۱            | ۲۰    | ۳۸ |
| کوین مارتین      |      | دانشگاه کارولینای غربی                 | شوتینگ گارد  | ۲۰۱           | ۱۹۳           | ۲۳    | ۳۳ |
| تونی پارکر       |      | فرانسه                                 | گارد راس     | ۱۸۸           | ۸۴            | ۹     | ۳۴ |
| پاو گاسول        |      | اسپانیا                                | سنتر         | ۲۱۳           | ۱۱۳           |       | ۳۵ |
| لامارکوس آلدریج  |      | دانشگاه تگزاس در آستین                 | فروارد قدرتی | ۲۱۱           | ۱۰۹           | ۱۲    | ۳۰ |
| پاتریک میلز      |      | استرالیا                               | گارد راس     | ۱۸۳           | ۸۴            | ۸     | ۲۳ |
| دیوید وست        |      | دانشگاه زویر                           | فروارد قدرتی | ۲۰۶           | ۱۱۳           | ۳۰    | ۳۵ |
| کایل اندرسون     |      | تیم بسکتبال یوسی‌ال‌ای بروینز            | فروارد       | ۲۰۶           | ۱۰۴           | ۱     | ۲۲ |
| دنی گرین         |      | دانشگاه کارولینای شمالی                | فروارد/گارد  | ۱۹۸           | ۹۵            | ۴     | ۲۹ |
| بوبان ماریانوویچ |      | صربستان                                | سنتر         | ۲۲۲           | ۱۳۲           | ۱۱    | ۲۷ |
| کووای لنارد      |      | دانشگاه ایالتی سن دییگو                | فروارد کوچک  | ۲۰۱           | ۱۰۳           | ۲     | ۲۵ |
| گرگ پاپویچ       |      | آکادمی نیروی هوایی ایالات متحده آمریکا | مربی         | --            | --            | --    | ۶۰ |

### جدول عمقی و حقوق سالیانه
جدول عمقی و حقوق سالیانه بازیکنان فصل ۲۰۱۵–۲۰۱۴
| پست | آغازگر                      | نیمکت                          | ذخیره                       |
| --- | --------------------------- | ------------------------------ | --------------------------- |
| C   | بوریس دیا ۸٬۰۰۰٬۰۰۰ دلار    | مت بانر ۱٬۴۴۸٬۰۰۰ دلار         | جف ایرز ۱٬۸۲۹٬۰۰۰ دلار      |
| PF  | تیم دانکن ۱۰٬۳۶۰٬۰۰۰ دلار   | لامارکوس آلدریج ۲۰ میلیون دلار | دیوید وست ۱٬۵۰۰٬۰۰۰ دلار    |
| SF  | کووای لنارد ۳٬۰۵۳٬۰۰۰ دلار  | دنی گرین ۴٬۰۲۵٬۰۰۰ دلار        | آستین دی ۱٬۰۶۳٬۰۰۰ دلار     |
| SG  | مانو جینوبلی ۷٬۰۰۰٬۰۰۰ دلار |                                | کایل اندرسون ۱٬۰۹۴٬۰۰۰ دلار |
| PG  | تونی پارکر ۱۲٬۵۰۰٬۰۰۰ دلار  | پاتریک میلز ۳٬۵۰۰٬۰۰۰ دلار     | کوری جوزف ۲٬۱۳۵٬۰۰۰ دلار    |

### بازیکنان این تیم در خارج از ان بی ای
همچنین حق امتیاز NBA بازیکنان زیر در دست سن آنتونیو اسپرز می‌باشد:
| SG | ایالات متحده آمریکا | مارکوس دنمان     | آمریکا   | ES Chalon-Sur-Saone در فرانسه |
| C  | لیتوانی             | روبرتاس جاوتوکاس | لیتوانی  | (خیمکی موسکو، روسیه)          |
| C  | ازبکستان            | سرگئی کارولوف    | ازبکستان | (ساخا-جاکوتیا، روسیه)         |
| SF | گرجستان             | ویکتور سانیکیدزه | گرجستان  | (ویرتوس بولونیا، ایتالیا)     |
| PF | ایالات متحده آمریکا | جیمز گیست        | آمریکا   | (لوکوموتیو کوبان، روسیه)      |
| FC | بریتانیا            | راین ریچاردز     | انگلستان | (سی‌بی گران کاناری، اسپانیا)   |
| SG | مجارستان            | آدم هنگا         | مجارستان | (منارسا باسک، اسپانیا)        |
| SF | لتونی               | داویس برتانس     | لتونی    | (یونیون االمپیا، اسلوونی)     |
| SG | اسلوونی             | ارازم لوربک      | اسلوونی  | (اف سی بارسلونا، اسپانیا)     |

## نگارخانه

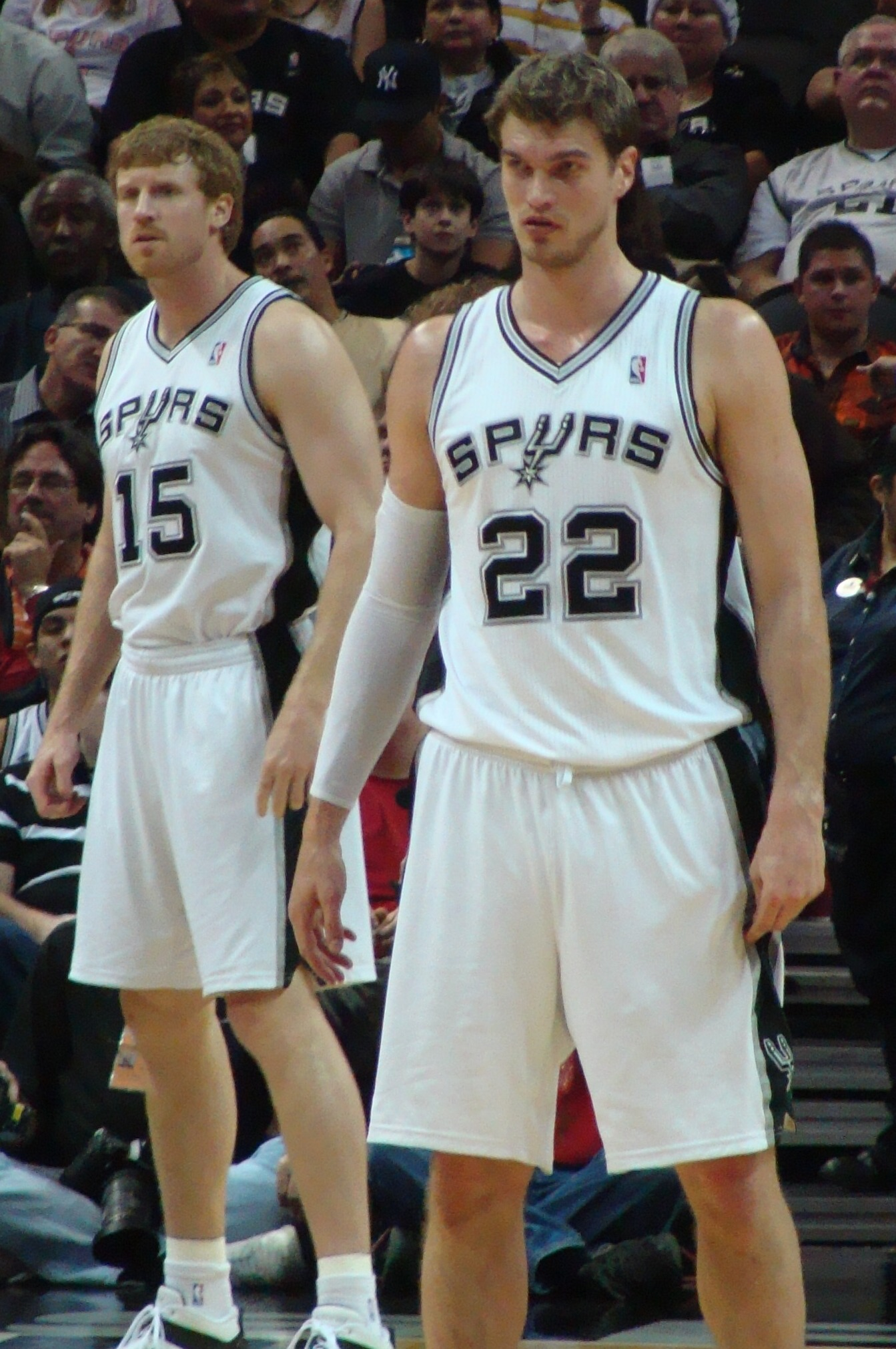
تیاگو اسپلیتر و مت بانر
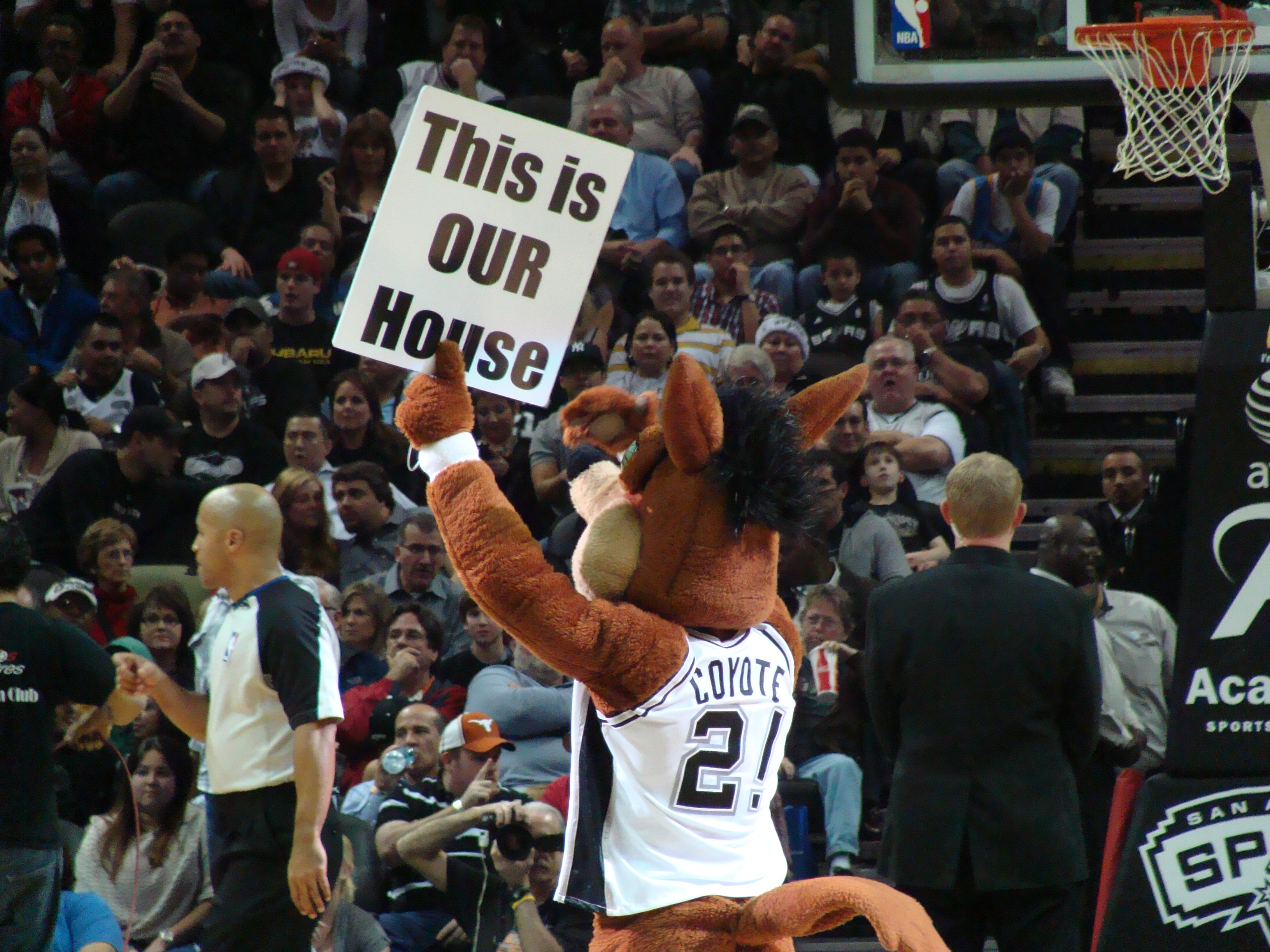
شگون نمای تیم
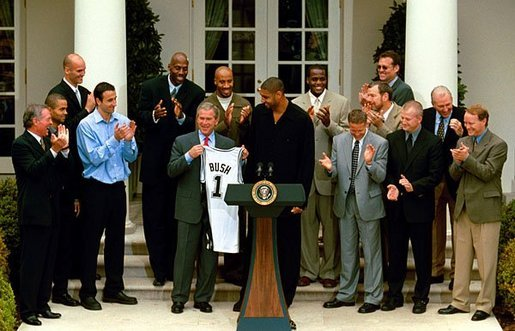
در ضیافتی در کاخ سفید پس از قهرمانی سال ۲۰۰۳
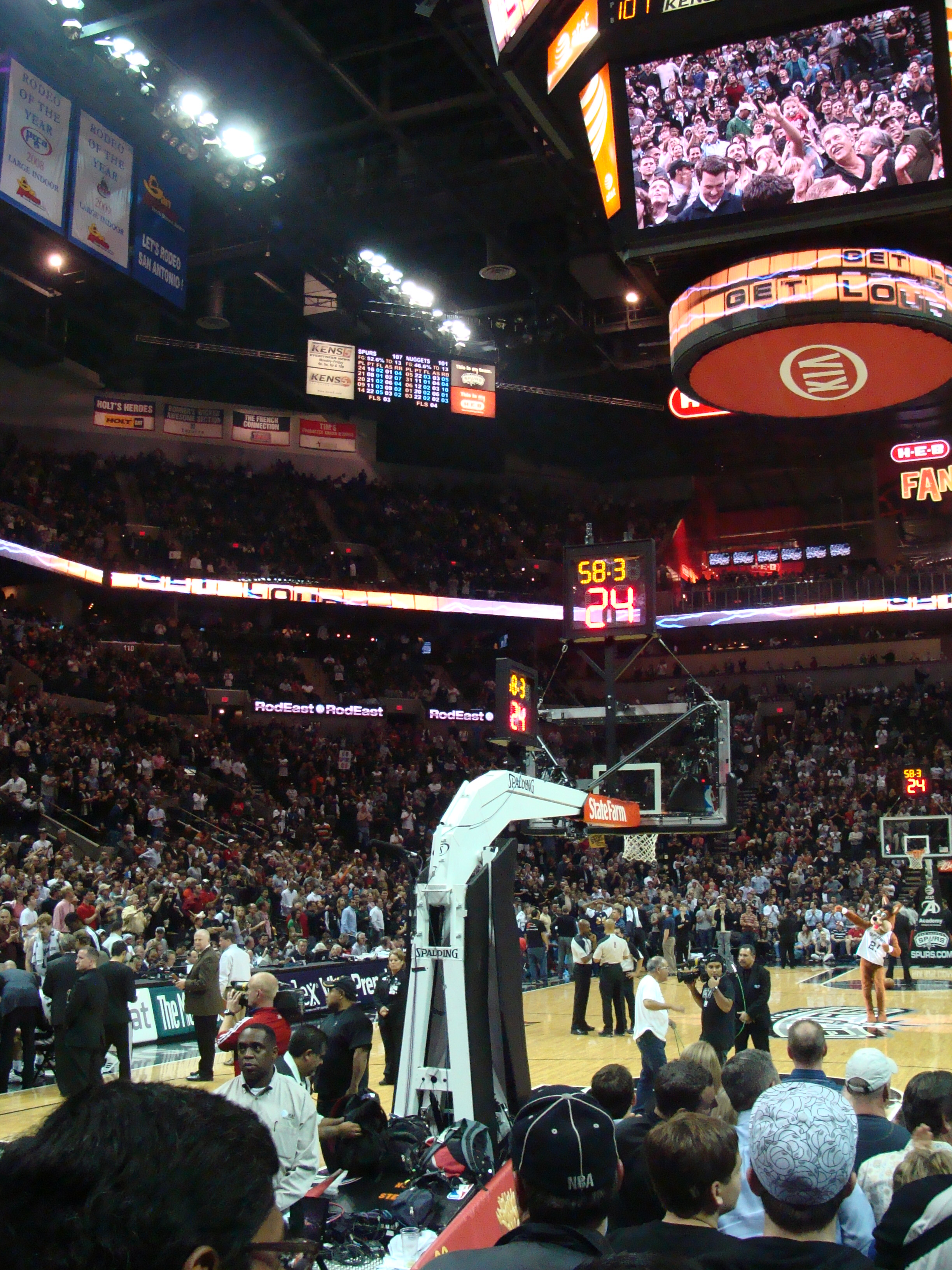
ای تی اند تی سنتر

## طرفداران
از مشاهیر طرفدار این تیم می‌توان لیدی گاگا، سلنا گومز، جف بک و یان تورپ، و اوا لونگوریا پارکر را نام برد.